# Моё отечество — моя любовь
Mu isamaa on minu arm (с эст. — «Моё отечество — моя любовь») — эстонское стихотворение, автором которого является Лидия Койдула. Впервые было положено на музыку в 1869 году на первом эстонском песенном фестивале, композитором был Александр Кунилейд.
В 1944 году Густавом Эрнесаксом была написана новая мелодия, благодаря которой песня снова стала популярной. Де-факто она считается неофициальным (вторым) гимном Эстонии. Это одна из немногих патриотических песен Эстонии, которую не запрещала советская власть.
Отрывок из мелодии Эрнесакса звучит каждый вечер при спуске государственного флага на башне Длинный Герман в Таллине.

## Текст

### Оригинал
Mu isamaa on minu arm,

kel südant annud ma.

Sull' laulan ma, mu ülem õnn,

mu õitsev Eestimaa!

Su valu südames mul keeb,

su õnn ja rõõm mind rõõmsaks teeb,

mu isamaa, mu isamaa!
Mu isamaa on minu arm,

ei teda jäta ma,

ja peaksin sada surma ma

see pärast surema!

Kas laimab võõra kadedus,

sa siiski elad südames,

mu isamaa, mu isamaa!
Mu isamaa on minu arm,

ja tahan puhata,

su rüppe heidan unele,

mu püha Eestimaa!

Su linnud und mull' laulavad,

mu põrmust lilled õitsetad,

mu isamaa, mu isamaa!

### Дословный перевод
Моё Отечество — моя любовь,

Которому я отдаю своё сердце.

Тебе пою я, моё величайшее счастье,

Моя цветущая Эстония!

Твоя боль кипит в моём сердце,

Твоя гордость и радость делают меня счастливой

Моё Отечество, моё Отечество!
Моё Отечество — моя любовь,

И никогда я его не оставлю,

Даже если мне придётся погибнуть сто раз

Ради Него!

Пусть злые иноземцы завидуют,

Но ты всё ещё живёшь в моём сердце,

Моё Отечество, моё Отечество!
Моё Отечество — моя любовь,

И я желаю отдохнуть,

Заснуть на твоих руках,

Моя священная Эстония!

Твои птицы будут мне петь колыбельную,

Расцветут цветы даже после меня,

Моё Отечество, моё Отечество!